# Kristina Persdotter
Maria Kristina Persdotter, född 31 januari 1983, är en svensk socialdemokratisk politiker. Hon har tidigare varit statssekreterare på såväl Statsrådsberedningen som Utbildningsdepartementet. Sedan 2023 har hon återvänt till den fackliga sfären är chef för Politiksektionen på Sveriges största fackförbund Unionen. 
Persdotter har varit studentpolitiker och vice ordförande vid Uppsala universitets studentkår. Hon har även varit ordförande för den socialdemokratiska feministiska föreningen Rebella. Persdotter har arbetat som utredare inom utbildning, integration och välfärd på den fackliga centralorganisationen TCO och som sakkunnig i utbildnings- och forskningspolitik i riksdagen hos Mikael Damberg och Ibrahim Baylan. Hon har även varit inrikespolitisk sekreterare i Stefan Löfvens stab innan hon 2014 utsågs till stabschef på Statsrådsberedningen. Kristina Persdotter har utpekats som hjärnan bakom Socialdemokraternas skolpolitik. År 2017 utsågs hon till statssekreterare i Statsrådsberedningen. År 2019 utsågs hon till statssekreterare hos utbildningsminister Anna Ekström på Utbildningsdepartementet.  
I analysen efter valet 2022 kritiserade Persdotter den förda politiken för att inte vara tillräckligt omfattande och inte stå i proportion till samhällsproblemen. Tiden - Vår politik var inte tillräckligt bra
Sedan 2023 är Persdotter chef för Politiksektionen, som ägnar sig åt politik, utredning, analys, ekonomi, statistik och internationellt arbete, på Sveriges största fackförbund Unionen. 
År 2014 hamnade hon på plats 28 i tidskriften Fokus lista över de 100 mäktigaste personerna i Sverige.